# Niżniejabłocznyj
Niżniejabłocznyj (ros. Нижнеяблочный) – chutor w Rosji, w obwodzie wołgogradzkim, w rejonie kotielnikowskim. W 2010 liczył 1174 mieszkańców.